# Dan-Barto
Dan-Barto est une localité et une commune rurale du Niger, département de Kantché, région de Zinder.

## Géographie
La localité de Dan-Barto est située à 46 km au sud du chef-lieu départemental Kantché. 
|             | Tsaouni      |        |
| Hawandawaki | Dan-Barto    | Kourni |
| Nigeria     | Sassoumbroum |        |

## Histoire
La commune rurale de Dan-Barto instaurée en 2002, est issue du canton de Kantché.

## Population
Lors du recensement général de 2012, la population communale est relevée à 40 900 habitants, dont 2 456 habitants pour la localité principale.

## Localités
La commune s'étend sur 35 villages et 66 hameaux au centre-sud du département de Kantché.

## Services et infrastructures
- Centre de Santé Intégré (CSI) à Dan-Barto, Maimoujia[5].
- Collège d'enseignement général (CEG) et Centre de formation des métiers (CFM) à Dan-Barto.